# Anoectochilus albomarginatus
Anoectochilus albomarginatus är en orkidéart som beskrevs av John Claudius Loudon. Anoectochilus albomarginatus ingår i släktet Anoectochilus och familjen orkidéer.
Artens utbredningsområde är Vietnam. Inga underarter finns listade i Catalogue of Life.